# Agata Smoktunowicz
Agata Smoktunowicz est une mathématicienne polonaise née en 1973. Elle travaille en tant que professeure à l'université d'Édimbourg. Sa recherche porte sur l'algèbre abstraite,.

## Contributions
Les contributions d'Agata Smoktunowicz aux mathématiques comprennent la construction d'anneaux non commutatifs nilpotents, résolvant ainsi un « célèbre problème » formulé en 1970 par Irving Kaplansky,.
Elle a prouvé la conjecture d'Artin-Stafford selon laquelle la dimension de Gelfand-Kirillov d'un anneau intègre gradué ne peut pas appartenir à l'intervalle ouvert ]2, 3[,. 
Elle a aussi trouvé un exemple d'un idéal nilpotent d'un anneau R qui ne se relève pas en un idéal nilpotent de l'anneau de polynômes R[X], réfutant une conjecture d'Amitsur et laissant entrevoir que la conjecture de Köthe (en) pourrait être fausse,,.

## Prix et distinctions
Agata Smoktunowicz est conférencière invitée au Congrès international des mathématiciens en 2006. Elle a remporté le prix Whitehead de la London Mathematical Society en 2006, le prix EMS de la Société mathématique européenne en 2008 pour son texte Graded algebras associated to algebraic algebras need not be algebraic, et le prix Whittaker de la Société mathématique d'Édimbourg en 2009. En 2009, elle est également élue Fellow de la Royal Society of Edinburgh et en 2012, elle devient Fellow de l'American Mathematical Society.

## Biographie
Agata Smoktunowicz passe une maîtrise de l'université de Varsovie en 1997, soutient un doctorat en 1999 à l'institut de mathématiques de l'Académie polonaise des sciences et une habilitation à diriger des recherches en 2007, à nouveau à l'Académie polonaise des sciences. Après des postes temporaires à l'université Yale et l'université de Californie à San Diego, elle rejoint l'université d'Édimbourg en 2005, où elle est promue professeure en 2007.

## Sélection de publications
- (en) Agata Smoktunowicz, « Polynomial rings over nil rings need not be nil », Journal of Algebra, vol. 233, no 2,‎ 2000, p. 427-436 (DOI 10.1006/jabr.2000.8451, MR 1793911).
- (en) Agata Smoktunowicz, « A simple nil ring exists », Communications in Algebra, vol. 30, no 1,‎ 2002, p. 27-59 (DOI 10.1081/AGB-120006478, MR 1880660).
- (en) Chan Huh, Yang Lee et Agata Smoktunowicz, « Armendariz rings and semicommutative rings », Communications in Algebra, vol. 30, no 2,‎ 2002, p. 751-761 (DOI 10.1081/AGB-120013179, MR 1883022).
- (en) Agata Smoktunowicz, « There are no graded domains with GK dimension strictly between 2 and 3 », Inventiones Mathematicae, vol. 164, no 3,‎ 2006, p. 635-640 (DOI 10.1007/s00222-005-0489-1, MR 2221134).
- (en) A. Smoktunowicz, « A remark on Vapnik-Chervonienkis classes », Colloquium Mathematicae, vol. 74, no 1,‎ 1997, p. 93-98 (lire en ligne)
- (en) Edmund R. Puczyłowski et Agata Smoktunowicz, « A polynomial ring that is Jacobson radical and not nil », Israel Journal of Mathematics, vol. 124,‎ décembre 2001, p. 317-325 (DOI 10.1007/BF02772627)
- (en) Edmund R. Puczyłowski et Agata Smoktunowicz, On Amitsur's conjecture, 1999, preprint